# Ячмінне
Ячмі́нне (до 1948 — Порпач, крим. Porpaç) — село Керченського району Автономної Республіки Крим.